# Idiocerus nigripectus
Idiocerus nigripectus är en insektsart som beskrevs av Cai och He. Idiocerus nigripectus ingår i släktet Idiocerus och familjen dvärgstritar. Inga underarter finns listade i Catalogue of Life.